# Conus alainallaryi
Conus alainallaryi is een in zee levende slakkensoort uit het geslacht Conus. De slak behoort tot de familie Conidae. Conus alainallaryi werd in 2009 beschreven door Bozzetti & Monnier. Net zoals alle soorten binnen het geslacht Conus zijn deze slakken roofzuchtig en giftig. Zij bezitten een harpoenachtige structuur waarmee ze hun prooi kunnen steken en verlammen.